# 프라임 (가수)
프라임(본명: 정준형, 1979년 10월 20일 ~ )은 대한민국의 래퍼이자 MC로 그룹 무가당의 멤버이다.

## 학력
- 세종대학교 전자공학

## 주요 작품

### TV
- 《논스톱5》 (2004년) MBC
- 《만들어 볼까요?》 (2005년) EBS 빙고 형 역
- 《섹션TV 연예통신》 (2006년) MBC
- 《딩동댕 유치원》 (2009년) EBS 빙고 형 역
- 《켠김에 왕까지》 (2011년) 온게임넷
- 《강예빈의 불나방》 (2013년) QTV
- 《신동엽과 순위 정하는 여자》 (2013년) QTV

### 앨범
- 2002년 - Soul Food
- 2006년 - 무가당
- 2007년 - 오예오
- 2015년 - 프라임일
- 2020년 - Summer Night